# GAZ-53
Der GAZ-53 (russisch ГАЗ-53) ist ein Lastkraftwagen des sowjetischen/russischen Fahrzeugherstellers Gorkowski Awtomobilny Sawod (russisch Горьковский автомобильный завод (ГАЗ)). Er wurde von 1961 bis 1993 in verschiedenen Varianten hergestellt und erfuhr eine weite Verbreitung in der ehemaligen Sowjetunion. Über vier Millionen Exemplare des Lkw wurden hergestellt. Der GAZ-52 ist ein sehr ähnliches, jedoch etwas leichteres Modell mit dem gleichen Führerhaus wie der GAZ-53. Der Omnibus KAwZ-685 basiert technisch auf dem GAZ-53.

## Modellgeschichte

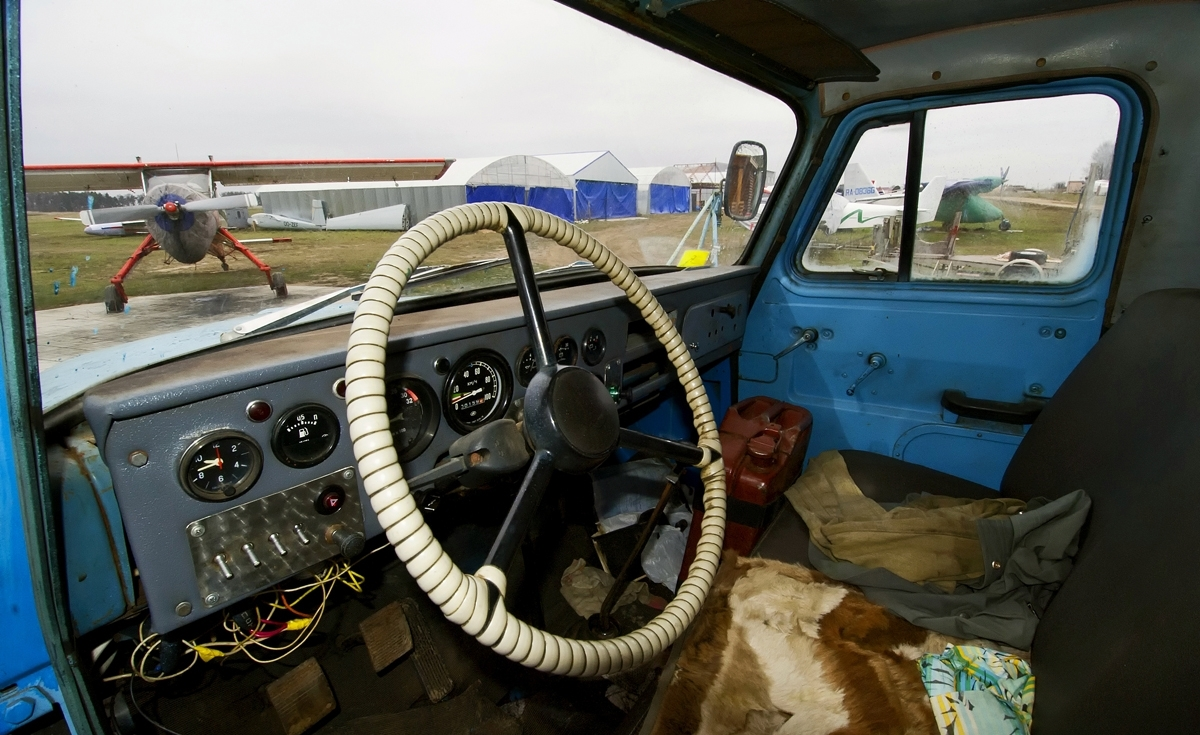
Innenraum der Fahrerkabine eines GAZ-53, 2013

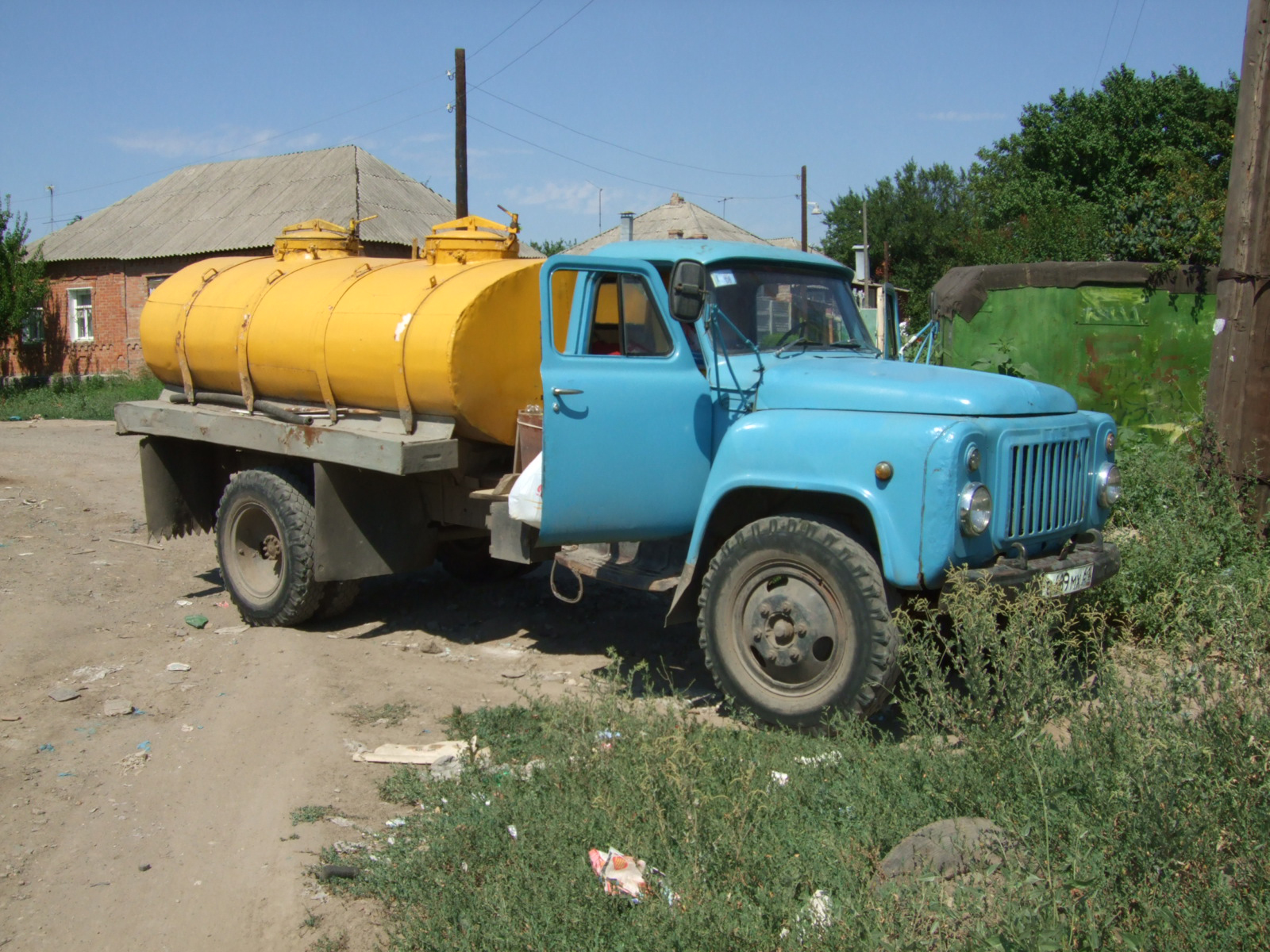
Ein GAZ-53 mit Aufbau als Tankwagen, 2007

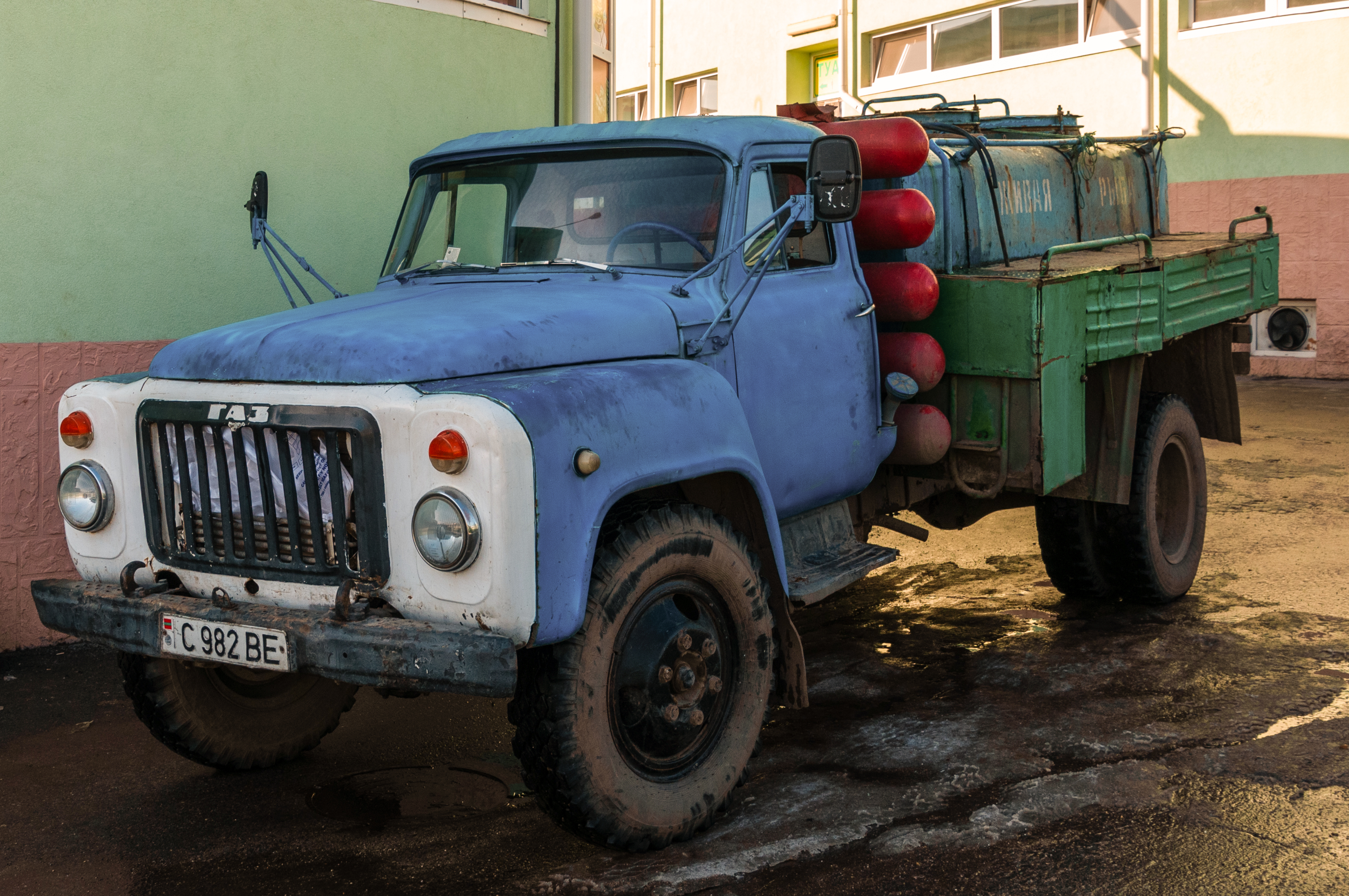
GAZ-53-27 mit Erdgasantrieb zum Transport von lebenden Fischen (2019)

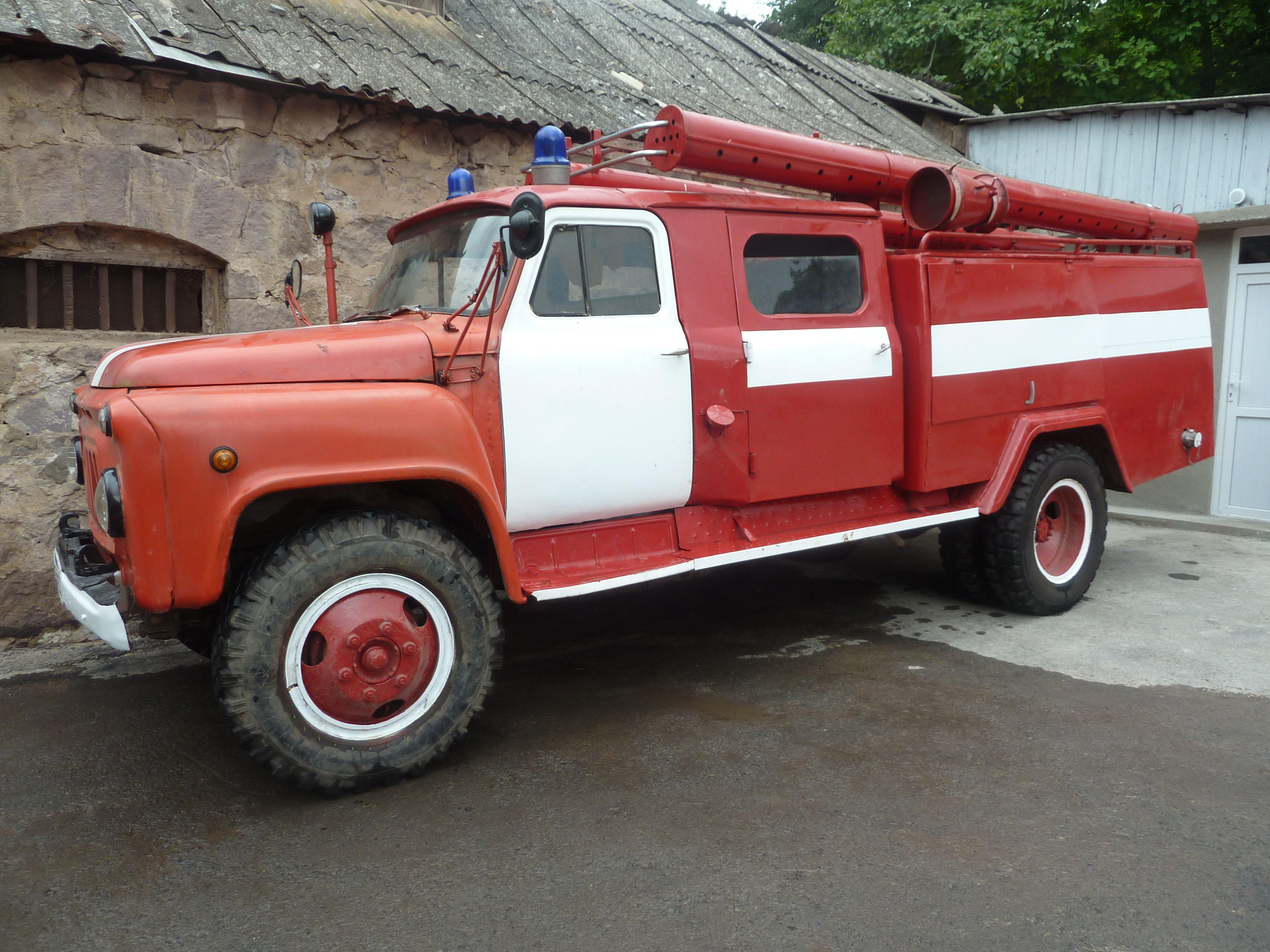
Ein AZ-30-106A auf Basis des GAZ-53A in Armenien, 2011

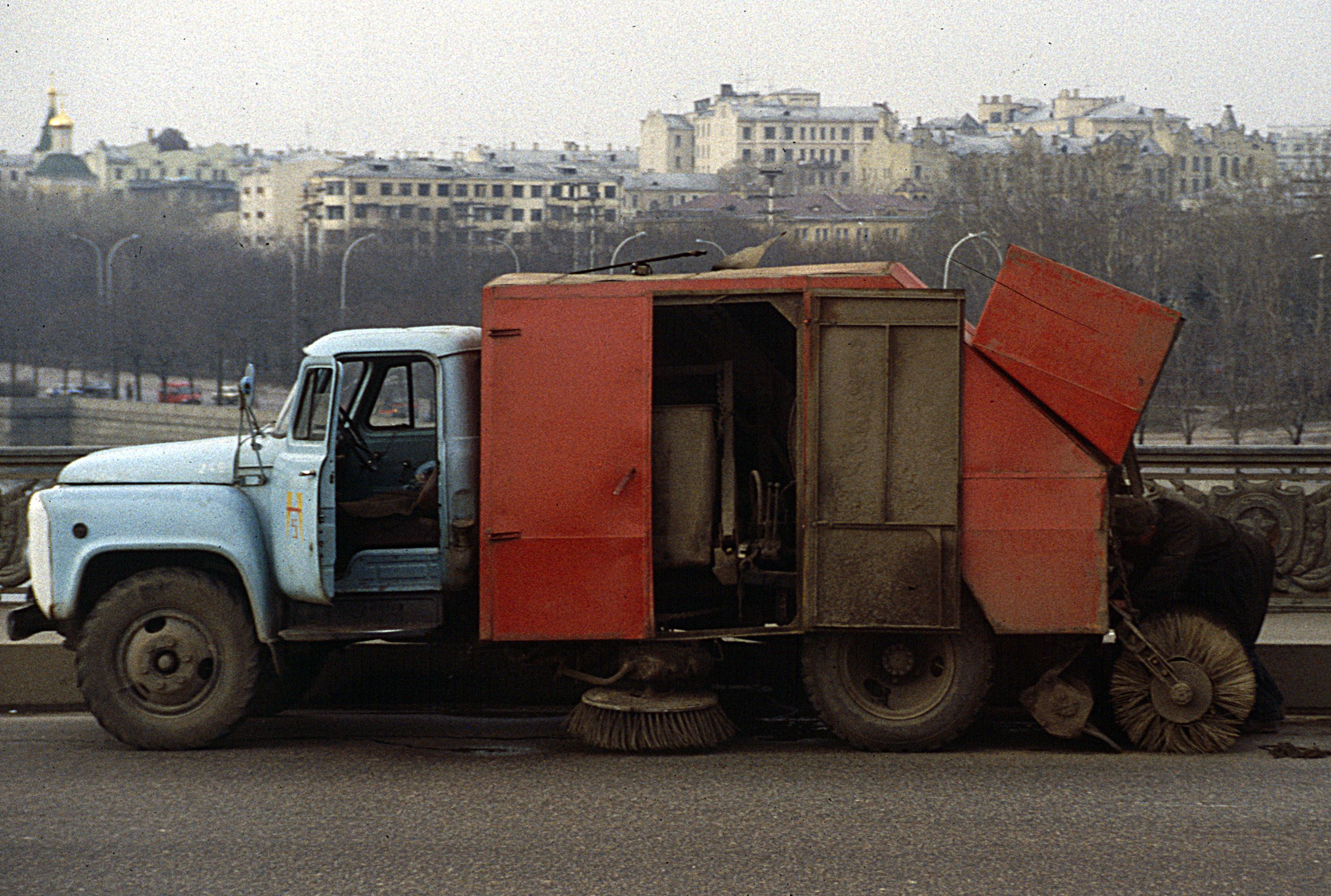
Eine PU-53-Kehrmaschine auf Basis eines GAZ-53A in Moskau, 1992

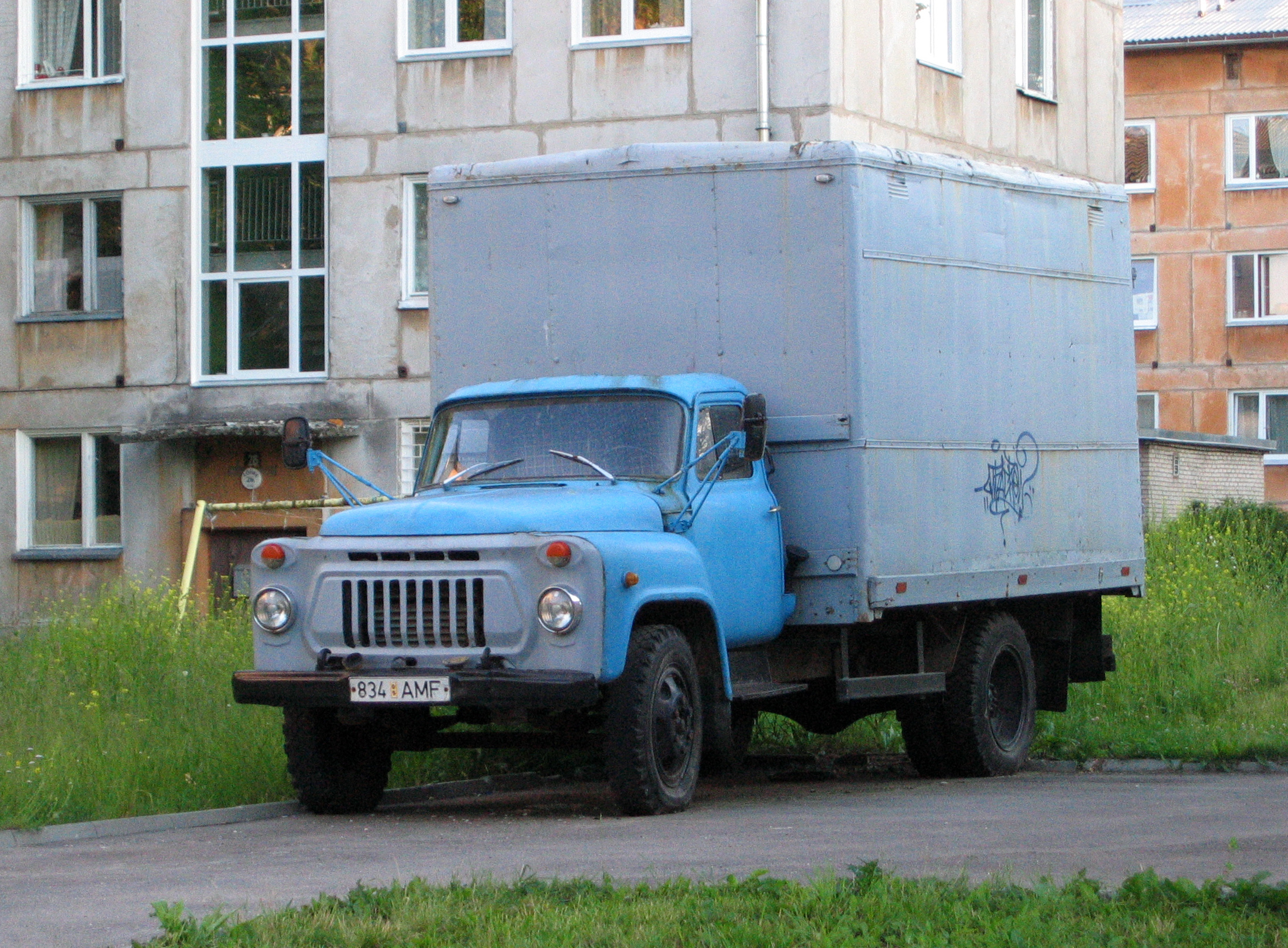
Ein GAZ-52, optisch kaum vom GAZ-53 zu unterscheiden, 2007

Bereits in den frühen 1960er Jahren suchte man aktiv einen Nachfolger für den Lastwagen GAZ-51. Anlass für die Neuentwicklung waren auch die Feierlichkeiten zur Produktion des zweimillionsten GAZ-51. Man entwickelte schließlich den GAZ-53F, der das Fahrgestell des GAZ-51 und die Kabine des bereits existierenden GAZ-52 nutzte, die Nutzlast betrug dreieinhalb, später nur noch drei Tonnen. Am 23. September 1961 verließ der erste neue Lastwagen das Werk in Nischni Nowgorod. Jedoch hatte insbesondere der gravierende Mangel an Motoren des neuen Typs SMS-53 zur Folge, dass nur wenige der Lastwagen hergestellt werden konnten.
Im Jahr 1965 entwickelte man den GAZ-53A, der sich von der ersten Version jedoch insbesondere optisch nur im Detail unterschied. Er erhielt allerdings ein neues Fahrgestell, welches nun vier Tonnen Nutzlast ermöglichte. Die Produktion des GAZ-53F wurde 1967 eingestellt. 1973 erhielt der GAZ-53A das staatliche Gütesiegel der UdSSR. Erst 1975 endete die Produktion des Vorgängermodells GAZ-51.
1983 schließlich wurde die letzte größere Überarbeitung, der GAZ-53-12 mit neuem SMS-53-11-Ottomotor und viereinhalb Tonnen Nutzlast eingeführt. Er löste den GAZ-53A im gleichen Jahr ab. Um 1986 erfolgten einige kleinere Überarbeitungen im Innenraum und an der Beleuchtung. Anfang 1993 lief nach 32 Jahren Produktionszeit der letzte Lastwagen des Typs GAZ-53 vom Band, nachdem bereits einige Fahrzeuge des Nachfolgers GAZ-3307 noch auf den alten Fahrgestellen montiert wurden.

## Technische Daten
Für das Modell GAZ-53A.
- Motor: Achtzylinder Ottomotor, v-förmige Zylinderanordnung
- Motortyp: SMS-53, auch als „GAZ-53“ bezeichnet
- Leistung: 115 PS (85 kW)
- Hubraum: 4,25 l
- Verdichtung: 6,7:1
- Höchstgeschwindigkeit: 85 km/h
- Verbrauch: 24 l/100 km
- Getriebe: mechanisch, vier Vorwärtsgänge, ein Rückwärtsgang
- Kupplung: Einscheiben-Trockenkupplung
- Plätze im Fahrerhaus: 2
- Antriebsformel: 4×2

Abmessungen und Gewichte
- Länge: 6395 mm
- Breite: 2380 mm
- Höhe: 2220 mm
- Bodenfreiheit: 265 mm
- Radstand: 3700 mm
- Leergewicht: 3250 kg
- Zuladung: 4000 kg
- Zulässiges Gesamtgewicht: 7400 kg

## Modellvarianten
Auf Basis des GAZ-53 wurden diverse Lastwagen für unterschiedliche Einsatzzwecke hergestellt. Die nachfolgende Übersicht ist nicht abschließend.
- GAZ-53F – Urvariante, auf dem Fahrgestell des GAZ-51 von 1961 bis 1967 gefertigt
- GAZ-53A – Pritschenvariante, 1965 bis 1983 gefertigt
- GAZ-SAZ-53B – Fahrgestell für Kipperaufbauten, gefertigt von 1966 bis 1984
- GAZ-53-12 – Pritsche, gebaut von 1983 bis Anfang 1993
- GAZ-53-27 – Modell mit Erdgasantrieb, fünf einzelne Gastanks
- GAZ-SAZ-3507 – modernisiertes Fahrgestell für Kipper, 1984 bis 1992 gebaut
- DUK-1 – Ein GAZ-53A mit Spezialaufbau zur Dekontamination
- PU-53 – Kehrmaschine, ab 1966 gebaut. Der Zeitpunkt des Produktionsendes ist unbekannt
- WPM-53A – Kehrmaschine auf GAZ-53A-Basis, gebaut von 1966 bis 1970
- M-30 – ein Müllwagen zum Abtransport von großen Mülltonnen
- 53M – Müllwagen mit Presse und hydraulisch kippbarem Aufsatz, produziert von 1967 bis 1983
- Schzsa 3716 – Kühlfahrzeug mit Kofferaufbau auf Basis des GAZ-53A
- ANM-53 – Tankfahrzeug zur Abwasserbeseitigung, gebaut 1975 bis 1983
- KS-1562 und KS-1572 – Mobilkräne

Zusätzlich wurden insbesondere vom GAZ-53-12 Varianten mit Erdgas- und Flüssiggasantrieb hergestellt. Auch verschiedene Feuerwehrfahrzeuge wurden auf Basis des GAZ-53 gefertigt. Die Busse PAZ-672 und PAZ-3201 nutzen Motor und Getriebe des GAZ-53A.

## Sonstiges
Der GAZ-53 ist optisch kaum vom leichteren GAZ-52 zu unterscheiden, da beide die gleichen Fahrerhäuser verwenden und die äußeren Abmessungen nur um einige Millimeter differieren. Zwar wurden immer wieder Kleinigkeiten, wie zum Beispiel an der Scheinwerferanordnung, geändert, jedoch sind viele Teile leicht austauschbar. Mehr als 20 Jahre nach Produktionsende stellen sie also oft keine zuverlässige Unterscheidung mehr dar. Weiterhin wurde der GAZ-52 durchgängig mit Felgen ausgeliefert, die über sechs große Aussparungen verfügen, der GAZ-53 dagegen mit Felgen mit nur drei Löchern im Abstand von 120 Grad. Da jedoch die Lochkreise und auch die Felgengrößen bei beiden Fahrzeugen gleich sind, sind auch die Räder beliebig zwischen den Lastwagen austauschbar. Einzig zuverlässige Unterscheidung stellt der Motor dar, im GAZ-52 ist ein Sechszylinder Ottomotor verbaut, im GAZ-53 ein Achtzylinder Ottomotor. Insgesamt wurden viermal so viele GAZ-53 gebaut wie GAZ-52, von dem nur etwas über eine Million Exemplare gefertigt wurden.